# Sei Tarolat
Sei Tarolat is een bestuurslaag in het regentschap Labuhan Batu van de provincie Noord-Sumatra, Indonesië. Sei Tarolat telt 3650 inwoners (volkstelling 2010).